# José Eguiagaray
José Eguiagaray Pallarés (León, 1892 - León 1971) fue un médico, militar y político español. Participó en la guerra civil española ejerciendo como médico en el bando sublevado y fue alcalde de su ciudad natal y presidente de la Diputación de León.

## Biografía

### Formación
Nacido el 4 de agosto de 1892, estudió el Bachillerato en León y el preparatorio de la carrera de Medicina en Valladolid. Completó la misma en Madrid, donde también realizó el doctorado, completando su formación en París.

### Actividad profesional
En 1927 fundó en León el Sanatorio de Nuestra Señora del Camino, donde ejerció las especialidades de Tocoginecología y Cirugía general. Además, fue nombrado presidente del Colegio Oficial de Médicos de León.

### Actividad política y militar
En 1919, José Eguiagaray Pallarés fue una de las personalidades que mostró su adhesión a una nueva Santa Junta para que fuera el germen propulsor de un poderoso movimiento de libertad y de renacimiento castellano.
Su primer contacto con la política se produjo al ser nombrado alcalde de León en julio de 1929, manteniéndose en el cargo hasta febrero de 1930.
Al estallar la guerra civil en 1936 se incorporó como voluntario al Bando sublevado, donde le fue asignado el grado de Capitán Médico. Prestó sus servicios quirúrgicos en el frente en Grado, Santa Eulalia y Albarracín, y en el Hospital Militar de Zaragoza hasta el final de la guerra (1939). Después, se incorporó al Hospital Militar de León.
El 23 de julio de 1946 fue designado por el Estado alcalde de nuevo, cargo que ocupó hasta el 30 de abril de 1951, coincidiendo con Carlos Arias Navarro como gobernador civil. Durante este mandato, centró su gestión en la modernización de la ciudad y la construcción de edificios públicos. También fue procurador en las Cortes franquistas entre 1946 y 1951 y entre 1961 y 1964.
En 1958 fue nombrado presidente de la Diputación de León, cargo que desempeñó hasta 1963. Su nieta, Carmen Estévez Eguiagaray, contrajo matrimonio con Manuel Fraga.
Falleció en León el 25 de noviembre de 1971.

## Actividad literaria
Además de su actividad literaria en periódicos locales, también publicó las siguientes obras:
- "Volutas de ensueño" (1920)
- "El Ilmo. Sr. Obispo D. Cayetano Quadrillero y el Hospicio de León" (1950)
- "Lo que va de ayer a hoy" (1955)
- "La azarosa vida del clérigo D. Rafael Daniel Sánchez" (1964)
- "La tragedia de D. Pedro Balanzategui y Altuna" (1969)
- "Recuerdos de una barca varada" (1971)

## Reconocimientos
- Gran Cruz de la Orden del Mérito Civil (1964)[7]